# Polysphincta vexator
Polysphincta vexator är en stekelart som beskrevs av Fitton, Shaw och Ian D. Gauld 1988. Polysphincta vexator ingår i släktet Polysphincta och familjen brokparasitsteklar. Arten är reproducerande i Sverige. Inga underarter finns listade i Catalogue of Life.